# Quarto do Jobi
Quarto do Jobi é uma série de animação brasileira em flash criada por Andrés Lieban e Claudia K. Breitman. A série narra as histórias de um menino chamado Jobi que vive no seu quarto junto com seu sapo Oscar.

## Enredo
Quarto do Jobi, narra as travessuras de um garoto de 9 anos, esperto, criativo e cheio de manias esquisitas. Quando ninguém está vendo, o pequeno Jobi transforma o seu canto de dormir em um verdadeiro laboratório: cheio de engenhocas, insetos, pedras exóticas, pedaços de papel com garranchos indecifráveis e outros objetos inusitados. O problema é que por ser muito bagunceiro, esparrama sem cerimônia seus tesouros por toda parte. Além disso, não para quieto e consegue dar nó na cabeça de qualquer um com histórias mirabolantes tiradas de sua imaginação.

### Personagens
- Jobi – Um menino de nove anos. Ele é um menino praticamente “danado”, “bagunceiro” e preguiçoso. Ele possui uma pele branca, cabelo preto e veste uma camisa roxa dando a impressão de o garoto ser gótico. Jobi sempre passa o dia trancado no quarto com o sapo Oscar que é por ele que Jobi aprende as coisas apesar dele demonstrar não gostar das orientações educativas que seu sapo diz como no episódio Amigo da Onça onde ele tapa os ouvidos e fica resmungando. Em alguns episódios Jobi demonstra não gostar de ter um quarto mágico, mas em outros ele curte o quarto.

- Oscar – O sapo de estimação falante do Jobi. Ele é bastante inteligente e passa grande parte dos dias lendo livros e dando orientações educativas para Jobi. Ele se caracteriza pelos seus óculos vermelhos. Oscar muitas vezes mostra não gostar das “traquinagens” que seu dono faz, mas é sempre forçado a ajudá-lo por força maior. Ele também mostra ser um cientista no episódio Pit-stop onde ele transforma o carro de corrida de Jobi em uma nave.

- Mãe do Jobi – Ela praticamente nunca aparece no desenho, pois só dá pra ouvir sua voz vinda de fora do quarto no final dos episódios Terror dos Sete Mares e Café com Ninjas que só aparece só depois que o quarto volta ao normal. Ela se importa com o filho, pois em Tirando Onda Jobi diz que sua mãe não lhe deixa brincar na chuva.

## Episódios
- 1-Quarto escuro
- 2-Tirando onda
- 3-Pit stop
- 4-Amigo da onça
- 5-Disco voador
- 6-Tomando nota
- 7-Tempero de pé
- 8-Banheira do deserto
- 9-Terror dos sete mares
- 10-Sem solução
- 11-Bicho esquisito
- 12-Isca predileta
- 13-Ritmo quente
- 14-Estátua viva
- 15-Faraofada
- 16-Café com ninjas
- 17-Aquele gás
- 18-Boca aberta
- 19-Rex
- 20-Milk Shakespir
- 21-Pelos anéis de Saturno
- 22-Na cola do Jobi
- 23-Comendo poeira
- 24-Uga buga
- 25-Sem noção
- 26-Altos e Baixos

## Elenco (vozes)
- Matheus Périssé como Jobi e Papilas Gustativas
- Guilherme Briggs como Oscar, Rei e Papilas Gustativas
- Miriam Ficher como Mãe do Jobi
- Gustavo Pereira como Índio
- Mary Fê como Papilas Gustativas
- Márcio Simões como Capitão